# Romuald Twardowski

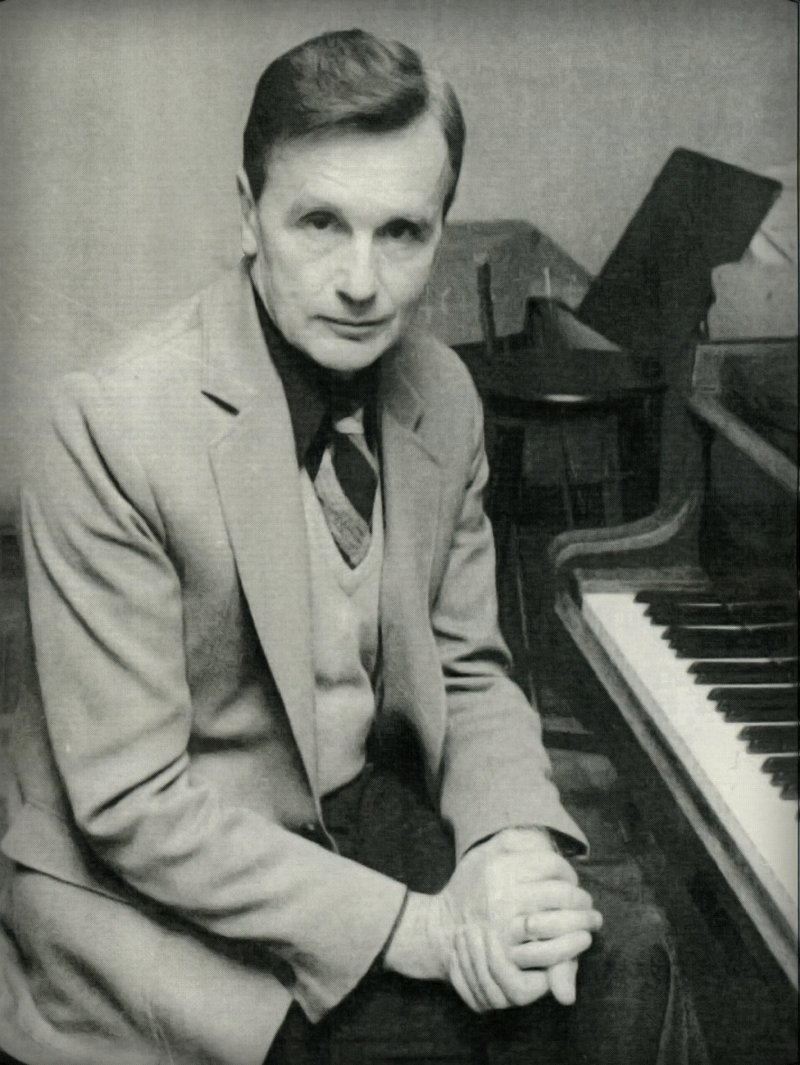
Romuald Twardowski (2012)

Romuald Twardowski (* 17. Juni 1930 in Vilnius, heute Litauen; † 13. Januar 2024) war ein polnischer Komponist und Pädagoge.

## Leben
Twardowski studierte zunächst in Vilnius an der Litauischen Musik- und Theaterakademie Klavier und Komposition bei Julius Juzeliūnas. 1957 wechselte er nach Warschau an die Höhere Staatliche Musikschule und setzte dort sein Kompositionsstudium bei Bolesław Woytowicz fort. In Paris ergänzte er ab 1963 seine Ausbildung bei Nadia Boulanger in den Fächern Gregorianischer Gesang und Mittelalterliche Polyphonie.
Twardowski lehrte ab 1971 als Professor an der Fryderyk-Chopin-Universität für Musik in Warschau.

## Werke
- Altpolnisches Konzert für Streichorchester (1987)
- Mala Sonata für Klavier (1958)
- Regina coeli für gemischten Chor (1996)